# Simulium argentipes
Simulium argentipes är en tvåvingeart som beskrevs av Edwards 1928. Simulium argentipes ingår i släktet Simulium och familjen knott. Inga underarter finns listade i Catalogue of Life.